# 1830-е

## Догађаји и трендови
- 1830. — основана је Мормонска црква.
- 1830. — Белгија је прогласила независност од Холандије.
- 1830. — Република Гран Колумбија се распала на Колумбију (са данашњом Панамом), Еквадор и Венецуелу.
- 1830. — Србија је хатишерифом добила статус вазалне кнежевине Османског царства.
- 1831. — Француска је окупирала Алжир.
- 1833. — Актом о укидању ропства забрањено је ропство у Британској империји.
- 1835. — донесен Сретењски устав, први српски устав.
- 1835. — u Тексасу је започела Тексашка револуција.
- 1837. — на енглеско пријестоље долази краљица Викторија.
- 1839. — је започео Први опијумски рат између Уједињеног Краљевства и Кине под влашћу династије Ћинг.
- 1839. — започео је Уругвајски грађански рат.

## Наука
- 1831. — Мајкл Фарадеј је открио електромагнетску индукцију.

## Култура
- 1830. — Људевит Гај у Будиму издаје књижицу Kratka osnova horvatsko-slavenskog pravopisanja poleg mudroljubneh, narodneh i prigospodarneh temeljov i zrokov, којом предлаже реформу латинице.

## Спорт
- У Ирској је изумљен крикет.